# Třída Äran
Třída Äran byla třída pobřežních bitevních lodí švédského námořnictva. Postaveny byly celkem čtyři jednotky této třídy. Ve službě byly v letech 1902–1950.

## Stavba
Celkem byly v letech 1899–1904 postaveny čtyři jednotky této třídy. Do stavby byly zapojeny loděnice Lindholmen v Göteborgu, Bergsund ve Stockholmu a Kockums v Malmö.
Jednotky třídy Äran:
| Jméno       | Loděnice   | Založení kýlu | Spuštěna | Vstup do služby  | Osud                                                                          |
| ----------- | ---------- | ------------- | -------- | ---------------- | ----------------------------------------------------------------------------- |
| Äran        | Lindholmen | 1899          | 1901     | 7. září 1902     | Od roku 1942 ubytovací hulk, vyřazena 1947.                                   |
| Wasa        | Bergsund   | 1899          | 1901     | 6. prosince 1902 | Od roku 1924 v rezervě, vyřazena 1940.                                        |
| Tapperheten | Kockums    | 1899          | 1901     | duben 1903       | V lednu 1914 loď ztroskotala, vyřazena 1947.                                  |
| Manligheten | Kockums    | 1901          | 1903     | 3. prosince 1904 | Roku 1939 poškozena německou minou, během oprav modernizována, vyřazena 1950. |

## Konstrukce

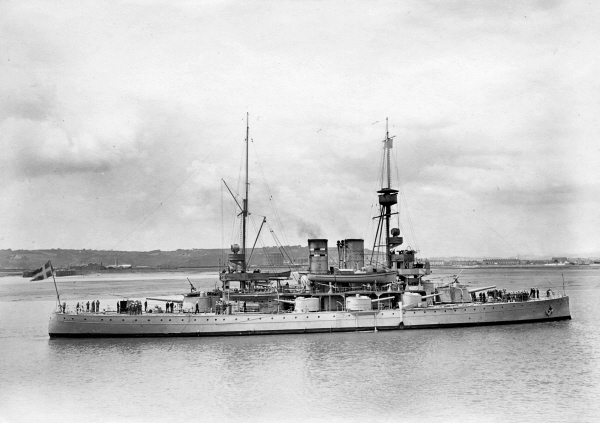
Manligheten před modernizací

Hlavní výzbroj tvořily dva 209mm kanóny umístěné v jednodělových věžích, které doplňovalo šest 152mm kanónů v jednodělových věžích. Dále plavidlo neslo deset 57mm kanónů, dva 37mm kanóny a dva 450mm torpédomety. Pohonný systém tvořilo osm kotlů Yarrow, které dodávaly páru dvěma parním strojům s trojnásobnou expanzí o výkonu 6500 hp, pohánějícím dva lodní šrouby. Nejvyšší rychlost dosahovala 17 uzlů. Dosah byl 3000 námořních mil při rychlosti 12 uzlů.

### Modernizace

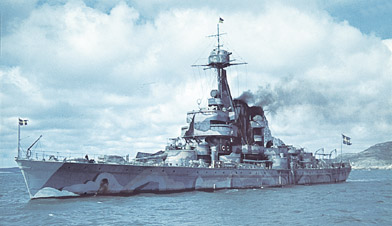
Manligheten za druhé světové války

Do roku 1910 plavidla dostala nové trojnožkové stožáry. Äran a Tapperheten byly v letech 1940–1941 modernizovány. Původní 57mm kanóny a torpédomety byly demontovány. Nahradily je čtyři výkonnější 57mm kanóny a dva 25mm kanóny. Pobřežní bitevní loď Äran navíc měla upravenou nástavbu a výzroj zesílenu ještě o dva 40mm kanóny a čtyři 8mm kulomety.
Nejrozsáhlejší modernizací prošla minou poškozená bitevní loď Manligheten. Prodloužený trup dostal novou křižníkovou příď, upravena byla nástavba, lehká výzbroj byla posílena, modernizována byla hlavní děla, systém řízení palby i kotle.